# Stelis decipiens
Stelis decipiens är en orkidéart som beskrevs av Rudolf Schlechter. Stelis decipiens ingår i släktet Stelis och familjen orkidéer. Inga underarter finns listade i Catalogue of Life.